# 술꼬리쥐속
술꼬리쥐속(Eliurus)은 붉은숲쥐과에 속하는 설치류 속이다. 12종으로 이루어져 있다.

## 하위 종
| - 친지술꼬리쥐 (E. antsingy) - 앙카라나보호구술꼬리쥐 (E. carletoni) - 엘러만술꼬리쥐 (E. ellermani) - 다니엘술꼬리쥐 (E. danieli) - 그랑디디에술꼬리쥐 (E. grandidieri) - 메이저술꼬리쥐 (E. majori) | - 작은술꼬리쥐 (E. minor) - 겨울잠술꼬리쥐 (E. myoxinus) - 흰끝술꼬리쥐 (E. penicillatus) - 페테르술꼬리쥐 (E. petteri) - 타날라술꼬리쥐 (E. tanala) - 웨브술꼬리쥐 (E. webbi) |